# Botond Roska
Botond Roska (ur. 17 grudnia 1969 w Budapeszcie) – węgierski neurobiolog, specjalizuje się w badaniu procesów neurodegeneracyjnych siatkówki. Pracuje w bazylejskim Friedrich Miescher Institute for Biomedical Research. Profesor Wydziału Medycyny Uniwersytetu Bazylejskiego oraz współdyrektor Institute of Molecular and Clinical Ophthalmology w Bazylei (IOB).

## Życiorys
Urodził się w rodzinie naukowców. Jego ojcem był Tamás Roska (1940–2014). W latach 1985–1989 uczył się gry na wiolonczeli w budapesztańskiej Akademii Muzycznej im. Ferenca Liszta, a następnie rozpoczął studia medyczne na Uniwersytecie Semmelweisa w Budapeszcie, które ukończył z wyróżnieniem (summa cum laude) w 1995. Obok medycyny studiował także matematykę na Uniwersytecie Loránda Eötvösa (1991–1995).
W okresie 1995–1997 odbył staż naukowy z zakresu neuronauki i fizjologii pod kierunkiem Franka Werblina w Division of Neurobiology, Department of Molecular and Cell Biology Uniwersytetu Kalifornijskiego w Berkeley. Po zakończeniu stażu rozpoczął w tym samym miejscu studia doktoranckie (1997–2002), które zakończył uzyskaniem stopnia doktorskiego. Następnie otrzymał członkostwo w Harvard Society of Fellows, w ramach którego studiował (2002–2005) genetykę na Uniwersytecie Harvarda.
W 2005 przeniósł się do Bazylei, gdzie został zatrudniony we Friedrich Miescher Institute for Biomedical Research (obszar badawczy: neuronauka, genetyka, fizjologia). W 2014 został profesorem Wydziału Medycyny Uniwersytetu Bazylejskiego. W 2018 powołany na stanowisko dyrektora w Institute of Molecular and Clinical Ophthalmology (IOB).
Artykuły publikował w takich czasopismach jak m.in. „Nature Neuroscience", „Current Biology", „Nature" oraz „Journal of Neuroscience".
Członek Association for Research in Vision and Ophthalmology (ARVO) oraz rad redakcyjnych czasopism naukowych: „Annual Review in Neurosciences" (od 2015) oraz „Current Opinion in Neurobiology" (od 2016).

## Nagrody i wyróżnienia
Wielokrotnie nagradzany i wyróżniany. Otrzymał m.in. stypendium Programu Fulbrighta (1997), Bearden Memorial Award for Biophysics (2001), członkostwo w Harvard Society of Fellows (2002), Marie Curie Excellence Grant (2006), EMBO Young Investigator Award (2009), VIVA Leading Scientist Award (2010), członkostwo w European Molecular Biology Organization (EMBO, 2011), Alcon Award (2011), Alfred Vogt Award (2013), Cogan Award od ARVO (2016), Bressler Prize in Vision Science (2018), W. Alden Spencer Award (2018), Louis-Jeantet Prize (2019) oraz Nagrodę Wolfa w dziedzinie medycyny (2024).
W 2019 odznaczony Orderem Świętego Stefana.